# Dmitry Zherebchenko
Dmitry Zherebchenko (russe : Дмитрий Анатольевич Жеребченко, en transcription en français : Dmitry Anatolevitch Jerebtchenko), né le 27 juin 1989 à Kourtchatov (Russie), est un escrimeur russe pratiquant le fleuret.

## Carrière
Zherebchenko est sélectionné pour l'épreuve du fleuret par équipes aux Jeux olympiques d'été de 2016 à Rio de Janeiro. Bien que la Russie remporte l'épreuve, il n'est pas médaillé, n'étant entré en jeu durant aucune des trois rencontres de l'équipe russe.
Il prend sa revanche la saison suivante, remportant l'argent par équipes aux championnats d'Europe et surtout l'or mondial en individuel, après des victoires contre Cheung Ka Long, Aleksey Cheremisinov et Alexander Massialas puis contre le surprenant japonais Toshiya Saitō en finale.

## Palmarès
- Championnats du monde d'escrime
  -  Médaille d'or aux championnats du monde d'escrime 2017 à Leipzig
  -  Médaille d'or par équipes aux championnats du monde d'escrime 2018 à Wuxi
  -  Médaille de bronze aux championnats du monde d'escrime 2019 à Budapest

- Championnats d'Europe d'escrime
  -  Médaille d'or par équipes aux championnats d'Europe d'escrime 2018 à Novi Sad
  -  Médaille d'argent par équipes aux championnats d'Europe d'escrime 2017 à Tbilissi

## Classement en fin de saison
| Année | 2007 | 2008 | 2009 | 2010 | 2011 | 2012 | 2013       | 2014       | 2015 | 2016 | 2017 | 2018 | 2019 | 2020 |
| ----- | ---- | ---- | ---- | ---- | ---- | ---- | ---------- | ---------- | ---- | ---- | ---- | ---- | ---- | ---- |
| Rang  | 160  | 115  | 190  | 130  | 74   | 214  | Non-classé | Non-classé | 34   | 36   | 7    | 31   | 18   | 17   |